# Grande Prêmio da Bélgica de 1977
Resultados do Grande Prêmio da Bélgica de Fórmula 1 realizado em Zolder em 5 de junho de 1977. Sétima etapa da temporada, nele o sueco Gunnar Nilsson, da Lotus-Ford, conquistou sua única vitória na carreira.

## Classificação da prova
| Pos. | Nº | Piloto             | Construtor         | Voltas | Tempo/Diferença | Grid | Pontos |
| ---- | -- | ------------------ | ------------------ | ------ | --------------- | ---- | ------ |
| 1    | 6  | Gunnar Nilsson     | Lotus-Ford         | 70     | 1:55:05.71      | 3    | 9      |
| 2    | 11 | Niki Lauda         | Ferrari            | 70     | + 14.19         | 11   | 6      |
| 3    | 3  | Ronnie Peterson    | Tyrrell-Ford       | 70     | + 19.95         | 8    | 4      |
| 4    | 19 | Vittorio Brambilla | Surtees-Ford       | 70     | + 24.98         | 12   | 3      |
| 5    | 17 | Alan Jones         | Shadow-Ford        | 70     | + 1:15.47       | 17   | 2      |
| 6    | 8  | Hans-Joachim Stuck | Brabham-Alfa Romeo | 69     | + 1 volta       | 18   | 1      |
| 7    | 1  | James Hunt         | McLaren-Ford       | 69     | + 1 volta       | 9    |        |
| 8    | 4  | Patrick Depailler  | Tyrrell-Ford       | 69     | + 1 volta       | 5    |        |
| 9    | 25 | Harald Ertl        | Hesketh-Ford       | 69     | + 1 volta       | 25   |        |
| 10   | 27 | Patrick Nève       | March-Ford         | 68     | + 2 voltas      | 24   |        |
| 11   | 34 | Jean-Pierre Jarier | Penske-Ford        | 68     | + 2 voltas      | 26   |        |
| 12   | 18 | Larry Perkins      | Surtees-Ford       | 67     | + 3 voltas      | 23   |        |
| 13   | 31 | David Purley       | LEC-Ford           | 67     | + 3 voltas      | 20   |        |
| 14   | 37 | Arturo Merzario    | March-Ford         | 65     | + 5 voltas      | 14   |        |
| NC   | 33 | Boy Hayje          | March-Ford         | 63     | + 7 voltas      | 27   |        |
| Ret  | 20 | Jody Scheckter     | Wolf-Ford          | 62     | Motor           | 4    |        |
| Ret  | 2  | Jochen Mass        | McLaren-Ford       | 39     | Acidente        | 6    |        |
| Ret  | 26 | Jacques Laffite    | Ligier-Matra       | 32     | Motor           | 10   |        |
| Ret  | 22 | Clay Regazzoni     | Ensign-Ford        | 29     | Motor           | 13   |        |
| Ret  | 12 | Carlos Reutemann   | Ferrari            | 14     | Acidente        | 7    |        |
| Ret  | 24 | Rupert Keegan      | Hesketh-Ford       | 14     | Acidente        | 19   |        |
| Ret  | 16 | Riccardo Patrese   | Shadow-Ford        | 12     | Acidente        | 15   |        |
| Ret  | 10 | Ian Scheckter      | March-Ford         | 8      | Acidente        | 21   |        |
| Ret  | 28 | Emerson Fittipaldi | Fittipaldi-Ford    | 2      | Pane elétrica   | 16   |        |
| Ret  | 5  | Mario Andretti     | Lotus-Ford         | 0      | Colisão         | 1    |        |
| Ret  | 7  | John Watson        | Brabham-Alfa Romeo | 0      | Colisão         | 2    |        |
| DNQ  | 36 | Emilio de Villota  | McLaren-Ford       |        |                 |      |        |
| DNQ  | 9  | Alex Dias Ribeiro  | March-Ford         |        |                 |      |        |
| DNQ  | 35 | Conny Andersson    | BRM                |        |                 |      |        |
| DNQ  | 38 | Bernard de Dryver  | March-Ford         |        |                 |      |        |
| DNQ  | 39 | Hector Rebaque     | Hesketh-Ford       |        |                 |      |        |

## Tabela do campeonato após a corrida
| Pos. | Piloto           | Pontos |
| ---- | ---------------- | ------ |
| 1    | Jody Scheckter   | 32     |
| 2    | Niki Lauda       | 31     |
| 3    | Carlos Reutemann | 23     |
| 4    | Mario Andretti   | 22     |
| 5    | Gunnar Nilsson   | 13     |

| Pos. | Construtor   | Pontos |
| ---- | ------------ | ------ |
| 1    | Ferrari      | 46     |
| 2    | Lotus-Ford   | 33     |
| 3    | Wolf-Ford    | 32     |
| 4    | McLaren-Ford | 15     |
| 5    | Tyrrell-Ford | 11     |

- Nota: Somente as primeiras cinco posições estão listadas. As dezessete etapas de 1977 foram divididas em um bloco de nove e outro de oito corridas onde cada piloto descartava um resultado por bloco e no mundial de construtores computava-se apenas o melhor resultado de cada equipe por prova.